# Mortal Kombat Legends: Scorpion's Revenge
Série
Mortal Kombat Legends: Battle of the Realms
(2021)
Pour plus de détails, voir Fiche technique et Distribution.
Mortal Kombat Legends: Scorpion's Revenge est un film d'animation américain réalisé par Ethan Spaulding, sorti directement en vidéo en 2020, et basé sur la série de jeux vidéo Mortal Kombat.
Il a pour suite Mortal Kombat Legends: Battle of the Realms (2021) et Mortal Kombat Legends: Snow Blind (2022).

## Synopsis
Le clan Shiray Ryu, dirigé par Hanzo Hasashi, est attaqué par les ninjas du clan Lin Kuei, dirigé par Sub Zero. Alors que son clan est anéanti, sa femme et son fils assassinés, Hasashi est lui-même tué par Sub Zero. Il se réveille au Royaume du Nether, où le sorcier Quan Chi lui propose un marché : participer en son nom au Mortal Kombat où il aura l'occasion d'exercer sa vengeance sur Sub Zero et de ramener sa famille à la vie. 
Le dieu du tonnerre et protecteur de la Terre, Lord Raiden, recrute un trio de combattants : Liu Kang, un jeune moine shaolin, Sonya Blade, une militaire des forces spéciales et Johnny Cage, un acteur de cinéma arrogant. Ils doivent participer au Mortal Kombat, un tournoi où les combattants de différents mondes doivent s'affronter pour survivre en éliminant leurs adversaires.
Shang Tsung, sorcier de l'Outre-monde et organisateur du Mortal Kombat, a bon espoir que son champion des derniers tournois, Goro, un colosse à quatre bras, remporte ce tournoi pour s'emparer du royaume de la Terre pour que l'empereur de l'Outre-monde, Shao Khan, puisse en faire son nouveau royaume.

## Fiche technique
Sauf indication contraire, les informations mentionnées dans cette section peuvent être confirmées par la base de données cinématographiques IMDb,  présente dans la section « Liens externes ».
- Titre original et français : Mortal Kombat Legends: Scorpion's Revenge
- Réalisation : Ethan Spaulding
- Scénario : Jeremy Adams, d'après la série de jeux vidéo créée par Ed Boon et John Tobias
- Musique : John Jennings Boyd et Eric V. Hachikian
- Direction artistique du doublage original : Wes Gleason
- Son : Evan Dockter, Roger Pallan
- Montage : Robert Ehrenreich
- Animation : Studio Mir
- Production : Edward J. Boon et Rick Morales
  - Coproduction : James Krieg
  - Production déléguée : Sam Register
- Sociétés de production : DC Entertainment, Midway Games et Warner Bros. Animation
- Société de distribution : Warner Bros. Home Entertainment (DVD / Blu-Ray)
- Pays d'origine :  États-Unis
- Langue originale : anglais
- Format : couleur - 1,78:1 (Widescreen) - son Dolby Digital
- Genre : Animation, action, aventure et fantasy
- Durée : 80 minutes
- Dates de sortie :
  - États-Unis : 12 avril 2020 (sur internet)
  - France : 27 mai 2020 (sortie directement en DVD / Blu-ray / VOD)
  - Canada : 12 avril 2021 (sur internet)
- Classification[1] :
  - États-Unis : Interdit aux moins de 17 ans (certificate #52571) (R – Restricted)[Note 1].
  - France : Interdit aux moins de 16 ans (Classification DVD / Blu-ray).

## Distribution

### Voix originales
- Patrick Seitz : Hanzo Hasashi / Scorpion
- Dave B. Mitchell : Raiden
- Jordan Rodrigues : Liu Kang
- Jennifer Carpenter : Sonya Blade
- Joel McHale : Johnny Cage
- Steve Blum : Bi-Han / Sub-Zero
- Artt Butler : Shang Tsung
- Darin De Paul : Quan Chi
- Ike Amadi : Jax Briggs
- Robin Atkin Downes : Kano, Shinnok
- Grey DeLisle : Kitana, Satoshi Hasashi
- Kevin Michael Richardson : Goro
- Fred Tatasciore : Shao Kahn

### Voix françaises
- Bruno Magne : Hanzo Hasashi / Scorpion
- Julien Kramer : Raiden
- Grégory Kristoforoff : Liu Kang
- Céline Duhamel : Sonya Blade
- Eric Peter : Johnny Cage
- Jean-Luc Atlan : Sub-Zero
- José Luccioni : Shang Tsung
- Thierry Buisson : Quan Chi
- Rody Benghezala : Jax Briggs
- Antoine Nouel : Kano, Goro
- Jennifer Fauveau : Kitana
- Marc Bretonnière : Shao Khan

 Sauf indication contraire ou complémentaire, les informations mentionnées dans cette section proviennent du générique de fin de l'œuvre audiovisuelle présentée ici.

## Production
C'est la première fois qu'un film Mortal Kombat est classé R.

## Accueil

### Accueil critique
Aux États-Unis, le film d'animation a reçu un accueil critique favorable :
- Sur Internet Movie Database, il obtient un score de 7,5⁄10 sur la base de 8 711 critiques[3].
- Sur l'agrégateur américain Rotten Tomatoes, il a également reçu un accueil critique très favorable, recueillant 89 % de critiques positives, avec une moyenne de 7,33⁄10 sur la base de 16 critiques positives et 2 négatives[4].

En France, le film d'animation a reçu un accueil critique favorable :
- Sur Allociné, il obtient une moyenne de 3,5⁄5 sur la base 7 critiques de la part des spectateurs[5].
- Sur SensCritique, il obtient une moyenne de 6,6⁄10 sur la base 169 critiques[6].

## Distinctions
En 2021, Mortal Kombat Legends: Scorpion's Revenge a été sélectionné 2 fois dans diverses catégories et a remporté 1 récompense.

### Récompenses
- Éditeurs de sons de films 2021 : Prix Bobine d'or du Meilleur montage sonore d'un long métrage d'animation sortie en vidéo.

### Nominations
- Prix Annie 2021 : Meilleur storyboard dans une série ou production TV pour Milo Neuman.